# Stéphane Franke
Stéphane Franke (* 12. Februar 1964 in Versailles, Frankreich; † 23. Juni 2011 in Potsdam) war ein deutscher Leichtathlet und Sportreporter, der in den 1990er-Jahren als Langstreckenläufer, insbesondere im 10.000-Meter-Lauf, erfolgreich war. Bei Europameisterschaften gewann er zweimal in Folge, 1994 und 1998, die Bronzemedaille. Außerdem war er 1993, 1995 und 1996 Deutscher Meister über die 10.000 Meter geworden. Nach dem Ende seiner Sportlerkarriere war er unter anderem als Sport-Kommentator und Buchautor tätig.

## Leben
Stéphane Franke besaß neben der deutschen auch die französische Staatsbürgerschaft. Im Alter von fünf Jahren war er mit seinen Eltern zunächst nach Bergisch Gladbach, später nach Filderstadt bei Stuttgart gezogen.
Franke war seit 1979 sportlich aktiv und als Jugendlicher ein erfolgreicher Mittelstreckenläufer (PB 800 m: 1:56,6 min; 1000 m: 2:35,0 min/1981; 1500 m: 3:58,46 min/1982). Anfang der 1990er Jahre spezialisierte er sich auf die längeren Distanzen.
Am 30. März 1999 stellte Franke über 25.000 Meter während eines 30-Kilometer-Laufes in Walnut (USA) einen Europarekord auf. 2020 wurde dieser Rekord von Sondre Nordstad Moen während der Covid-19-Pandemie bei den Impossible Games gebrochen.
Bereits während seiner eigenen Sportlerkarriere war Stéphane Franke als Trainer tätig, unter anderem für Damian Kallabis, den er 1998 zum Europameistertitel im 3000-Meter-Hindernislauf führte. Beide gerieten 1998 unter Dopingverdacht, ohne dass ihnen die Einnahme verbotener Mittel nachgewiesen wurde. Franke betreute auch Jirka Arndt, der bei den Olympischen Spielen 2000 in Sydney über 5000 Meter den achten Platz belegte.
Im Herbst 2000 beendete Franke seine Sportlerlaufbahn. Nach seiner aktiven Zeit begann er bei Eurosport zusammen mit Dirk Thiele Marathonveranstaltungen zu kommentieren. Darüber hinaus umfasste sein Themenbereich alle Skilanglauf-Wettbewerbe und diverse Leichtathletik-Veranstaltungen. 2001 war Franke als Direktor des Berliner Leichtathletik-Sportfestes ISTAF tätig. Seit 2004 veröffentlichte er mehrere Sport-Ratgeberbücher zum Laufen und Walking.
Stéphane Franke startete zunächst für den Sportverein SV Salamander Kornwestheim, ab 1997 für den SC Charlottenburg. In seiner aktiven Zeit war er 1,76 m groß und 60 kg schwer. 
Am 23. Juni 2011 starb Stéphane Franke im Alter von 47 Jahren in einer Klinik in Potsdam an den Folgen eines Tumors.

## Einsätze bei internationalen Höhepunkten
- 1991 – Europacup-Finale: Platz 3; Weltmeisterschaften, 10.000 m: Platz 12
- 1992 – Olympische Spiele, 10.000 m: Im Vorlauf ausgeschieden
- 1993 – Weltmeisterschaften, 10.000 m: Platz 4; Europacup-Finale, 10.000 m: Platz 5
- 1994 – Europameisterschaften, 10.000 m: Platz 3; 5000 m: Platz 10; Weltcup-Finale, 10.000 m: Platz 4; Europacup-Finale, 10.000 m: Platz 2
- 1995 – Weltmeisterschaften, 10.000 m: Platz 7
- 1996 – Olympische Spiele, 10.000 m: Platz 9; 5000 m: Platz 14
- 1997 – Weltmeisterschaften, Marathonlauf: Platz 31
- 1998 – Europameisterschaften: Platz 3; Europacup-Finale, 5000 m: Platz 3; Berlin-Marathon: Platz 12

## Persönliche Bestleistungen
- 3000 m: 7:39,78 min (1995 / ASV-Sportfest in Köln)
- 5000 m: 13:03,76 min (1995 / Weltklasse Zürich)
- 10.000 m: 27:48,88 min (1995 / Weltmeisterschaft in Göteborg)
- 25.000 m: 1:13:57,6 h (1999 / Walnut – Europarekord)
- 30.000 m: 1:33:35,6 h (1999 / Walnut)
- Marathon: 2:11:26 h (1997 / London-Marathon)